# Zlatko Grgić
Zlatko Grgić, född 21 juni 1931 i Zagreb, Kroatien, död 4 oktober 1988 i Toronto, Kanada, var en kroatisk animatör. Han blev känd bland annat för den tecknade TV-serien om Professor Balthazar som producerades 1967–1977.
Zlatko Grgić flyttade till Kanada i slutet av 1960-talet.